# Diecéze orleánská
Diecéze orleánská (lat. Dioecesis Aurelianensis, franc. Diocèse d'Orléans) je francouzská římskokatolická diecéze. Leží na území departementu Loiret, jehož hranice přesně kopíruje. Sídlo biskupství, i katedrála svatého Kříže se nachází v Orléans. Patronem diecéze je svatý Aignan Orleánský. Diecéze je součástí tourské církevní provincie.
Současným biskupem orleánským je od 27. července 2010 Mons. Jacques Blaquart.

## Historie

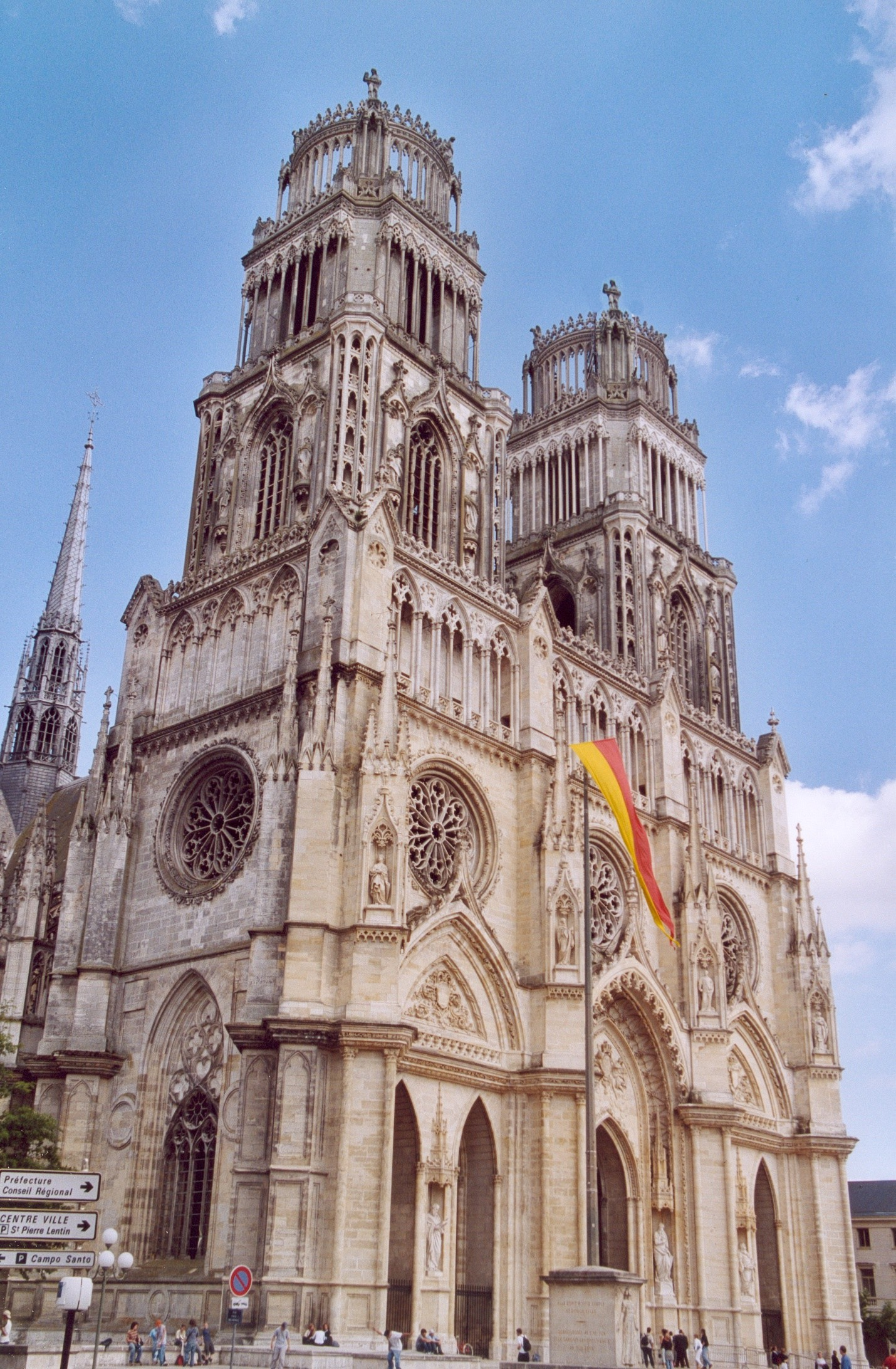
katedrála svatého Kříže v Orléans

Ve 3. století bylo v Orléans založeno biskupství. V důsledku konkordátu z roku 1801 bylo do orleánské diecéze včleněno území zrušené diecéze bloiské; ta však byla 6. října 1822 obnovena.
Diecéze byla původně sufragánem arcidiecéze senské, v roce 1622 se stala sufragánní diecézí pařížské arcidiecéze, v letech 1966–2002 byla sufragánní diecézí arcidiecéze bourgeské. Od 8. prosince 2002 spadá orleánská diecéze pod tourskou arcidiecézi.